# Meet Virginia
Meet Virginia est la première chanson du premier album éponyme du groupe de rock san-franciscain Train. Il s'agit du deuxième et du plus réussi single de l'album, atteignant un sommet de # 15 sur le Billboard Hot 100, devenant ainsi la première chanson du groupe à atteindre le Top 20, et leur premier single à se trouver sur le Hot 100. Il a également atteint le Top 30 des palmarès rock de Billboard, Hot Mainstream Rock Tracks (# 21) et Hot Modern Rock Tracks (# 25).